# ドレッドノート (戦艦)
|          | |
| 艦歴     | |
| 建造     | ポーツマス造船所 （HMNB Portsmouth）                                                                           |
| 起工     | 1905年10月2日                                                                                                  |
| 進水     | 1906年2月10日                                                                                                  |
| 就役     | 1906年12月2日                                                                                                  |
| 退役     | 1919年 |
| その後   | 1923年解体 |
| 前級     | ロード・ネルソン級                                                                                             |
| 次級     | ベレロフォン級                                                                                                 |
| 性能諸元 | |
| 排水量   | 常備：18,110トン 満載：21,845トン                                                                              |
| 全長     | 160.6m |
| 全幅     | 25.0m |
| 吃水     | 8m 満載：9.4m                                                                                                  |
| 機関     | バブコック・アンド・ウィルコックス式石炭・重油混焼水管缶18基 +パーソンズ式直結タービン（高速・低速）2組4軸推進 |
| 最大出力 | 23,000hp |
| 最大速力 | 21.0ノット |
| 航続距離 | 10ノット/6,600海里                                                                                             |
| 乗員     | 695～773名 |
| 兵装     | Mark X 30.5cm（45口径）連装砲5基 QF 12ポンド 7.6cm（45口径）単装砲27基 45cm水中魚雷発射管単装5門               |
| 装甲     | 舷側：279mm 甲板：：76mm 主砲塔：279mm（前盾） バーベット部：279mm（最厚部） 司令塔 279mm                      |

ドレッドノート（英語: HMS Dreadnought）は、イギリス海軍の戦艦。同名の艦としては6隻目。同型艦はない。
“Dreadnought”（英語）は『Dread：恐怖、不安』『Nought：ゼロ』の合成語であり、「勇敢な」「恐れを知らない」「恐怖心が無い」を意味するが、本艦がそれまでの戦艦に比べ格段に強力だった為「（それまでに比べて）格段に大きい」「（非常に）強力である」を意味するようにもなる。本艦は弩級戦艦という単語で象徴され、世界中に建艦競争を引き起こした。

## 概要
中間砲・副砲を装着せず単一口径の連装主砲塔5基を搭載して当時の戦艦の概念を一変させた革新的な艦である。これにより片舷火力で最大4基8門の砲が使用可能となり「本艦1隻で従来艦2隻分」の戦力に相当し、さらに艦橋に設置した射撃方位盤で統一して照準することで命中率が飛躍的に向上、長距離砲の命中率はそれ以上であった。また英国の従来の戦艦の速力がレシプロ機関で18ノット程度なのに対し、蒸気タービン機関の搭載により21ノットの高速航行が可能であった。
本艦は前述の理由で3倍数の砲側照準在来戦艦と遠距離砲戦をおこなっても、相手より先に命中弾を得ることができた。また、従来の戦艦より高速であったことは、海戦において重要な「距離の支配権」を握れるということを意味した。本艦は敵艦との間合いを常に自艦にとって最も有利な砲戦距離に保つことができ、不利であれば逃げることも可能であったが、在来戦艦側は不利であっても本艦からは逃げられずに殲滅される確率が高かった。
この斬新な設計は、それまでのレシプロ蒸気エンジンより小型軽量大出力な蒸気タービンという新機関を得て初めて可能なものではあったが、同時にその利点を最大限生かしきったものと言える。蒸気タービン艦は機関重量節減が可能で船体を長くでき、在来艦の2倍以上の主砲を搭載可能だった。なおかつ大出力ゆえに在来戦艦より高速を得ることができたのである。
ドレッドノートの登場は、ドレッドノート革命（Dreadnought Revolution）と呼ばれる。近代軍艦としての戦艦の設計に革新的な影響をもたらし、本艦以前の戦艦をすべて旧式と認識させる一大変化を起こした。

## 誕生の経緯
1900年ごろまで、戦艦は連装主砲塔2基4門が主兵装で、敵艦水線部の装甲を破ることを主目的とした。加えて敵艦上部構造を破壊するための副砲や中間砲を舷側にずらりと並べていた。また、海戦における砲弾の命中率は個々の大砲を操作する砲手の腕前にかかっていた。すなわち敵との距離・方位を砲手が判断して、大砲の仰角・旋回角を決め射撃しており、これを独立撃ち方と呼んでいた。この方法は砲戦距離が数千mまでは有効だが、それ以上の距離では着弾地点の正確な観測が難しく、命中を期待しにくい。このため艦砲の長射程化とともに、命中率の高い新しい射撃方法が模索された。
当時、イギリスでは、多数の同一口径砲が同一のデータを元にした照準で同時に弾丸を発射し、着弾の水柱を見ながら照準を修正してゆく『斉射』の有効性が認識された。日露戦争初期の黄海海戦では実際に最大砲戦距離は10,000m以上におよび、日本海海戦では日本海軍は独立撃ち方をやめ、艦橋から一元的に距離を指示し、砲側では一切修正しないという斉射に近い射撃方法に変更していた。
この頃イギリス海軍第一海軍卿に就任したジョン・アーバスノット・フィッシャー提督は斉射の有効性を強く認識し、彼の強い指導の元に『長距離砲戦に圧倒的に優位な』戦艦として建造されたのがドレッドノートである。

## 歴史的意義

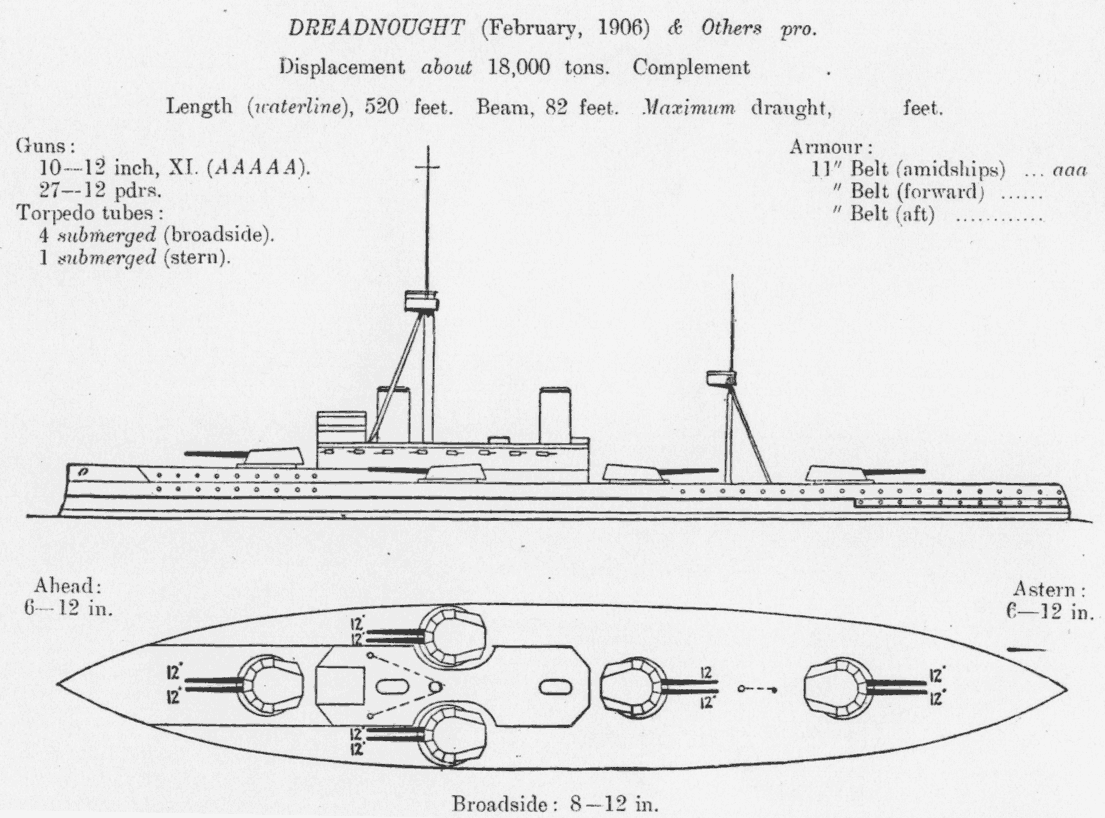
ジェーン海軍年鑑1906年版の要目

斬新な設計により、ドレッドノートは以前の艦に比較して圧倒的に強力な戦艦となり、その後建造された類似艦を弩級艦と呼んだ。数年後にはド級艦を凌駕する超弩級艦を誕生させ、世界各国の大建艦競争時代、ひいてはその先のワシントン海軍軍縮条約から始まる「海軍休日時代（Naval Holiday）」の遠因にもなったのは史実の知るところである。それに付随し、本艦進水以前に就役・建造中だった全ての戦艦が一気に旧式化してしまった。事態は深刻であり、その例としては当時建造中だった日本海軍の最新鋭艦薩摩型やイギリス海軍のロード・ネルソン級、フランス海軍のダントン級などが全て就役前に旧式艦の烙印を押される結果になった。
従来、斬新な新技術の導入、飛躍的な発展は他国に任せ、成功を見た後それに追随するのがイギリス海軍のやり方であったが、ドレッドノートの場合は自国建造の従来型戦艦の完成を先延ばしにして、あえて本艦の完成を急いだ。その理由として、伸長著しいドイツ帝国海軍 (Kaiserliche Marine) に対抗し、一気にこれを突き放すもくろみがあったとも言われる。
しかし結果として、世界で最有力だった他の英戦艦陣も一気に陳腐化してしまい、ほかならぬ英国海軍こそ世界で最も多くの旧式戦艦を保有する国になってしまった。そして、各国の建艦競争は「ド級艦」という新たな局面に舞台を移し、一度同じスタートラインで仕切り直される形で続くこととなった。結果としてイギリス海軍の優位こそ揺らぐことはなかったものの、その優位を維持するために、ティルピッツの戦略により大洋艦隊 (Hochseeflotte) の拡大をはかるドイツ帝国と、熾烈な建艦競争をひた走ることとなった（第一次世界大戦の原因）。
通例では、本艦以降に登場する、本艦と同一思想の艦は「弩級艦（dreadnoughts）」、それに対して本艦以前の艦は便宜上「前弩級艦（pre-dreadnoughts）」と呼ばれた。その後、中心線上に全主砲塔を背負い式に配置し、全ての砲を両舷に向けることが可能で、口径、砲身長、装甲のどれをとっても本艦を凌駕する性能を持つイギリス海軍の戦艦オライオン級（1912年竣工）が完成すると、それ以降に計画・建造される同種の艦を、先例に倣って「超弩級艦（super dreadnoughts）」と通称することになる。例をあげると、のちに装甲や機関を強化して高速戦艦化する「金剛」（1913年竣工）がそれに該当する。

## 艦形

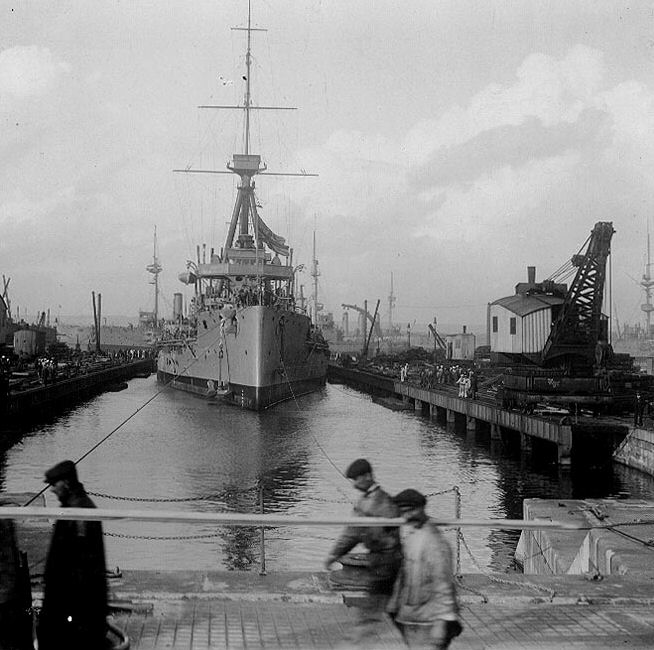
ドライドックに入渠するドレッドノート。高い船首楼甲板は舷側主砲塔2基の射界を得るために切りかかれた設計となっており、この設計デザインは超弩級戦艦の時代まで連綿と続けられた。

本艦の船体形状は、それまでのイギリス戦艦にない高い乾舷を持つ長船首楼型船体であり、外洋での凌波性は良好であった。艦首から前向きに連装タイプの1番主砲塔1基を配置、そこから甲板よりも一段高められた上部構造物の上に艦橋構造が配置される。艦橋は下部に司令塔を持つ箱型に簡略化されており、この背後に2本の煙突が立つ。煙突の間には頂上部に見張り所を持つ逆向きの三脚檣が設置された。
上部構造物は、舷側甲板上に、2番・3番主砲塔を片舷1基ずつの2基を配置するため、中央部側面が大きく凹まされていた。この主砲配置のため、従来艦と異なり、艦載艇は煙突の周囲の限られたスペースに配置せざるを得なくなった。艦載艇は、三脚檣の主檣の基部に設けられたボート・ダビットで運用された。

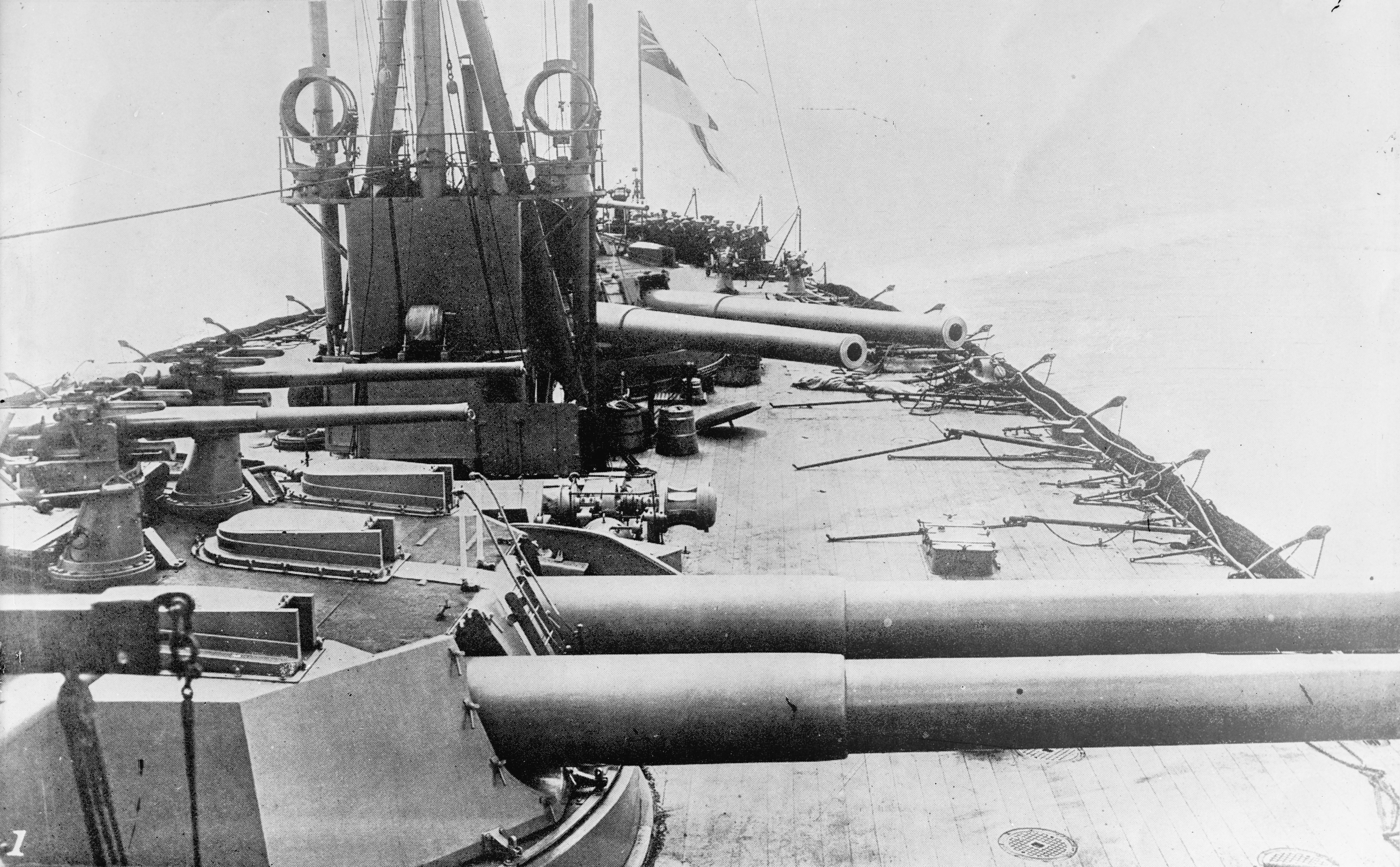
後部主砲塔上の本艦の副兵装であるQF 12ポンド単装砲。水雷艇撃退用として27基を船体の各所に分散配置したがその多くが主砲の爆風を受ける位置にあった。

2番煙突から後方で上部構造物は終了し、その下から後部甲板が始まる。後部甲板上に後ろ向きで4番・5番主砲塔が後部マストと後部見張り所を挟んで等間隔に2基配置された。
本艦から副砲は前述の通り廃止された。替わりに水雷艇迎撃用として12ポンド単装砲27基を船体の各所に配置した。そのうち10基は連装主砲塔5基の天蓋上に並列配置されるというものであった。主砲塔1基ごとに2基ずつ配置されるこの砲は、言うまでもなく主砲塔の斉射時に巻き起こる爆風によって、砲員が被害を受けかねない非人間工学的な配置をとっている。戦闘時、これらの砲員は、専ら上部構造物の壁面に配置された遮蔽物に防護を頼るほかはなかった。この単装砲はまた、上部構造物に片舷5基を備える。艦橋基部に2基、舷側に2基、後部に1基を配置し、計10基を配置した。
本艦は竣工後、後部三脚檣上にあったマストの撤去、主砲塔天蓋上の12ポンド砲の周りに爆風避けの覆いの設置、前部三脚檣頂上部の見張り所を拡大して射撃指揮所へ改正するなどの改修が施された。
戦時中に前部三脚檣頂上部にの見張り所に射撃方位盤の設置、艦橋構造の拡大化、艦載艇スペース拡大のため上部構造物にあった探照灯を後部三脚檣上に集中配置し、重量増加のため水雷艇迎撃用の12ポンド単装砲のうち主砲塔天蓋上や上部構造物のものを撤去し、代わりに後部甲板上に12ポンド（7.6cm）単装高角砲を片舷2基ずつ計4基を新設した。
また、本艦は体当たりによる接近戦を放棄し、当時の戦艦には必須装備であった衝角を廃止した。

## 武装

### 主砲

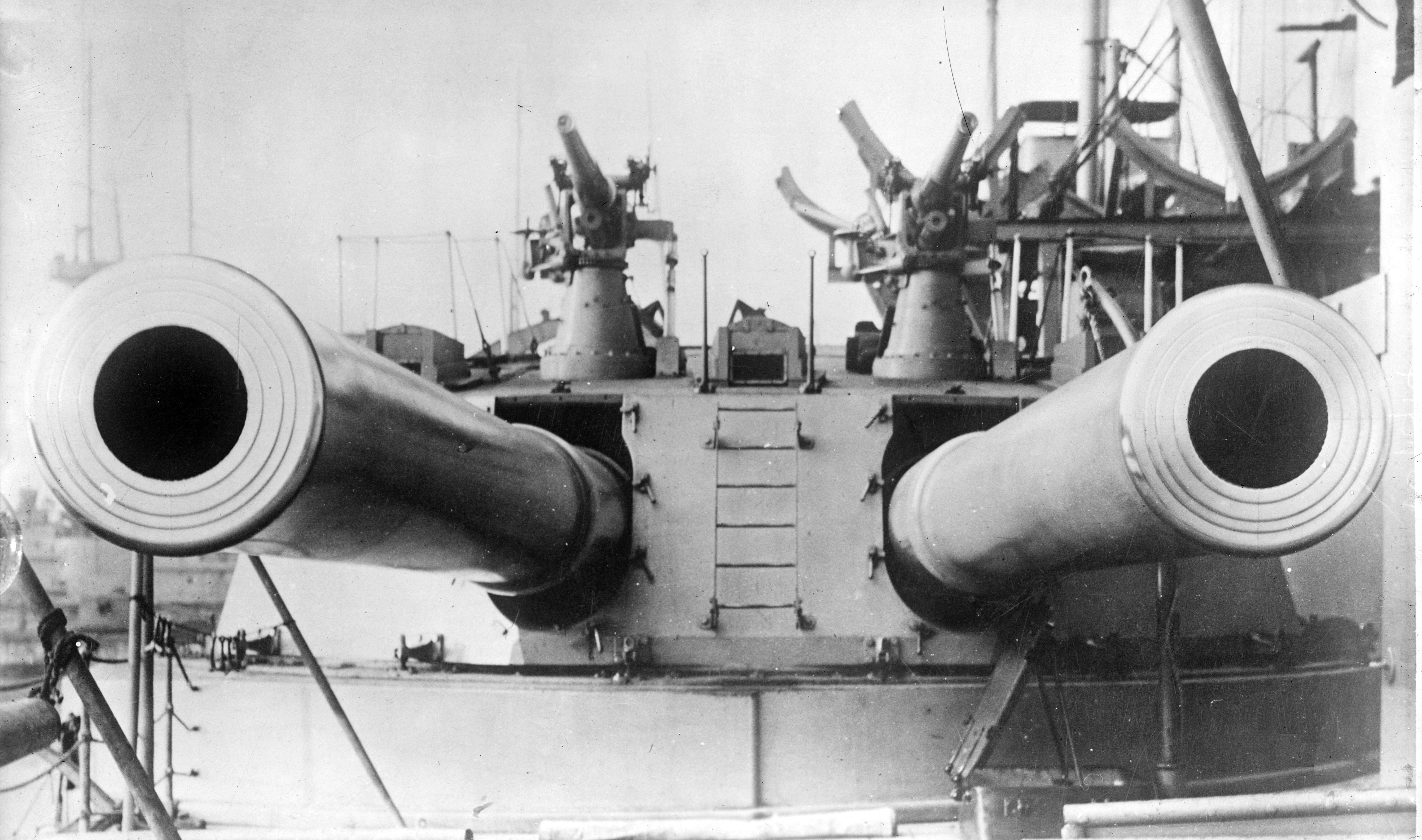
「ドレッドノート」の主砲塔の写真。天蓋上に7.6cm速射砲が並列配置されている。

本艦の主砲は、前級に引き続き「1908年型 Mark X 30.5cm（45口径）砲」を採用している。その性能は砲口初速831m/s、重量386kgの砲弾を最大仰角13.5度で15,040mまで到達し、射程9,140mで舷側装甲269mmを貫通する能力を持っていた。砲身の上下は仰角13.5度・俯角3度で、旋回角度は単体首尾線方向を0度として1番・2番・3番・5番砲塔は左右150度であったが、4番砲塔は150度の旋回角のうち後部艦橋を避けるため後方0度から左右30度の間が死角となっていた。発射速度は毎分1.5発程度であった。

### 副砲、その他備砲、雷装
本級は中間砲・副砲を全廃し、副武装は対水雷艇用として「1910年型 Mark I 7.6cm（45口径）速射砲」を採用した。その性能は5.67kgの砲弾を、最大仰角45度で9,970 mまで届かせられた。砲身の俯仰・砲塔の旋回・砲弾の揚弾・装填は主に人力を必要とした。砲身の上下角度は仰角40度・俯角20度で旋回角度は360度であった。発射速度は1分間に12発であった。
この速射砲は発達著しい駆逐艦に対抗するには威力不足であり、後に建造される戦艦においては副装備の砲は大型化され、「副砲が復活した」とされる。
他に対艦攻撃用に45.7cm水中魚雷発射管5門を装備していた。戦艦に水中魚雷発射管を装備するのは、同時代のイギリス戦艦に共通したものであるが、速力・機動性に乏しい戦艦に魚雷を装備しても大して役に立つものではなく、後の戦艦では魚雷装備は廃止された。なお、本艦には当初酸素魚雷の装備が検討されたものの、開発を断念したという経緯があり、後に日本海軍が酸素魚雷開発に着手するきっかけになったという逸話がある。

## 機関
本艦はバブコックス&ウィルコックス式石炭・重油混焼水管缶18基、パーソンズ式高速タービン2基、さらに同低速タービン2基計4基を装備する。これらを組み合わせて速力21ノットを発揮した。機関は、船体中央部の前後に缶室を分離して配置した。またスペースの関係上、後部甲板上の2基の主砲塔に挟まれるようにタービン室が配置された。これは弾薬庫とタービン室のどちらかに敵主砲による損傷を受けた際に大被害を受けかねない機関配置であった。また、前部マストを2本煙突の間に配置したため、風向きによっては見張り所が高温の煤煙を被ってしまう欠点があった。この欠点は次級の「ベレロフォン級」で除去され、前部マストは1番煙突よりも前方に配置されていた。

## 艦歴
1905年10月2日起工。1906年2月10日進水。1906年12月2日就役。 
第一次世界大戦では、本艦は第一線を務める主力艦の座をすでに超弩級戦艦に譲っていたが、さりとて旧式化した前弩級戦艦のように地中海戦線にも配備されず、最初の二年間は北海の第4戦艦戦隊に所属した
1915年3月18日、ドイツの潜水艦U-29（艦長：オットー・ヴェディゲン）を体当たりで沈めた。これは戦艦が潜水艦を撃沈した唯一の事例になっており、皮肉にも体当たりによる戦闘を放棄して衝角を廃止した本艦がその唯一の当事者となった。1916年5月には、高速艦として建造されたにもかかわらず相対的に低速艦になってしまい、艦隊に随行することが困難となったため、テムズ川の第3戦艦戦隊 (3rd Battle Squadron) の旗艦となった。主任務はドイツの巡洋戦艦に備えることであったが、ユトランド沖海戦には改修のため実戦部隊を離れており、参加していない。
1918年3月から8月まで、グランド・フリートに復帰し、戦後はロサイスで予備役となり、1920年3月31日に退役した。1922年にT・ウォード・アンド・カンパニーに売却され、1923年にインヴァネスで解体された。

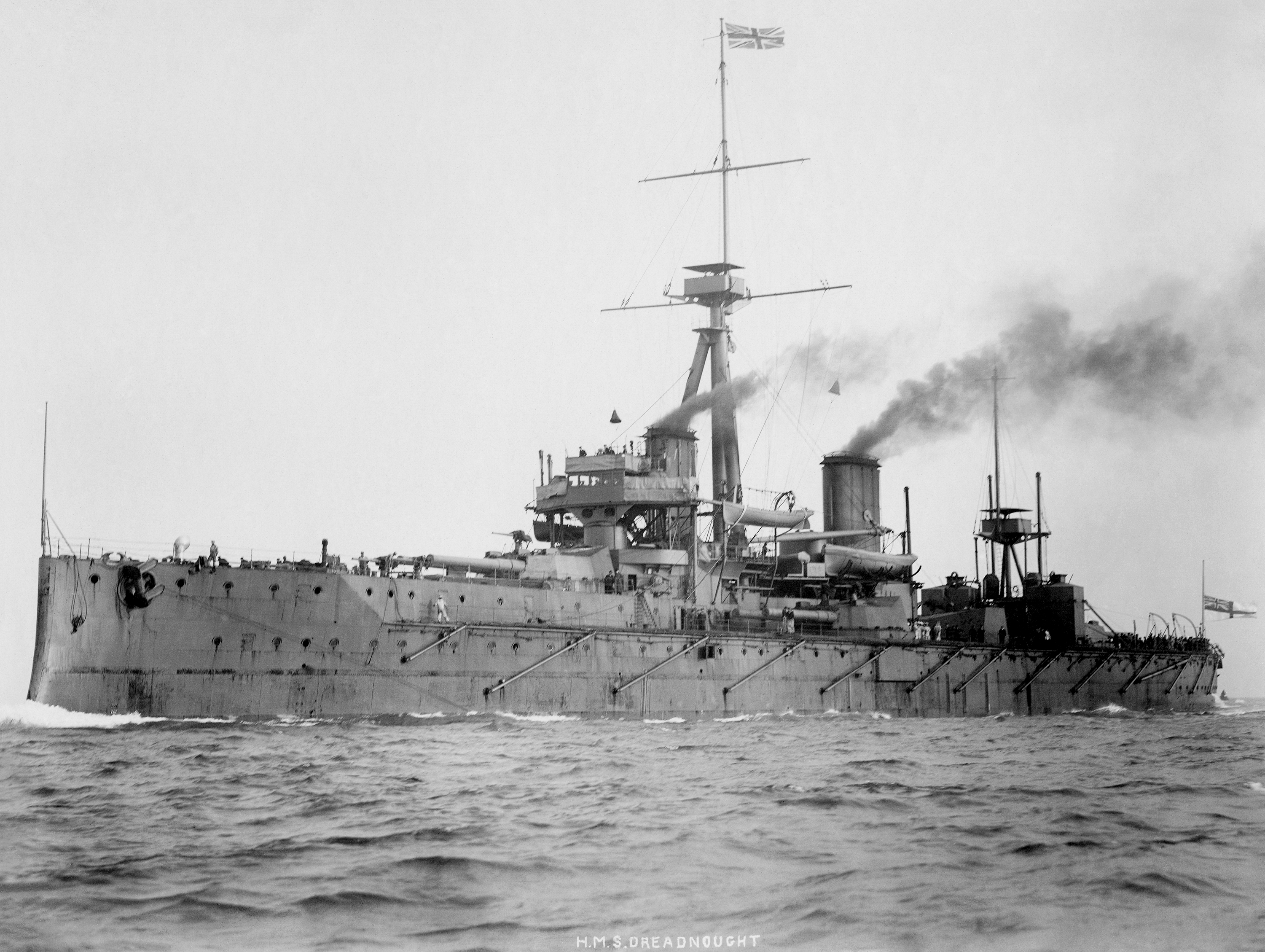
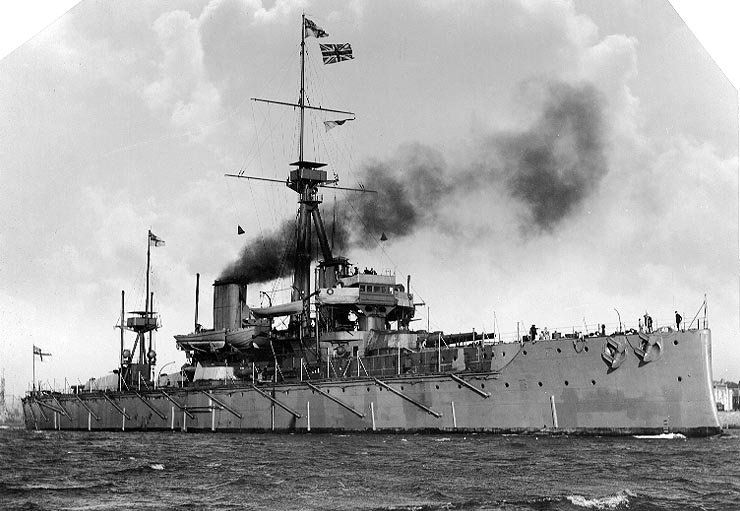

## ドレッドノート・ホウクス（贋エチオピア皇帝事件）
1906年にドイツ帝国の小さな町ケーペニックで、陸軍大尉の軍服を着用したヴィルヘルム・フォークト（年配の詐欺師）が兵士達を命令してランゲルハウス市長を逮捕、町役場を占拠して窃盗をおこなったケーペニックの大尉事件 (Hauptmann von Köpenick) が起きた。このイギリス版が「ドレッドノート珍事件」である。1910年、悪名高い担ぎ屋ホーレス・デ・ヴェレ・コールが、「アビシニアの王族」の旅行のために、ドレッドノートを使用できるように、と英国海軍を説得した（偽エチオピア皇帝事件）。その時のドレッドノート（リッチモンド艦長）は、本国艦隊（メイ提督）旗艦であった。実際には「アビシニアの王族」は作家のヴァージニア・ウルフを含む集団の仮装であり、彼等はドレッドノートで王室に相応しい接待を受けることに成功する。この一件はドレッドノート・ホウクスとして知られるようになった。彼等がドレッドノートを悪戯の対象に選択したのは、同艦が最も有名な英国海軍の軍艦であり、大英帝国の象徴であったからである。